# Kolonizacija
Kolonizacija je izraz koji označava doseljavanje ili dolazak određenih organizama (biljnih i životinjskih vrsta) na područje na kome prethodno nisu trajno živjeli. U tom, širem, smislu se počeo koristiti tek od biologa u 19. stoljeću. U svom užem smislu se pod kolonizacijom smatra isključivo doseljavanje ljudi - kolonista - na neko područje, i to najčešće dragovoljno, organizirano i planirano.
Motivi za kolonizaciju mogu biti različiti - od nastojanja samih kolonista da sebi osiguraju život pod povoljnijim ekonomskim, klimatskim i drugim uvjetima, preko nastojanja njihove matične zajednice ili države da se riješi prenaseljenosti do nadzora nad strateški važnim teritorijama i uz njih vezanim prirodnim resursima. Kolonizacija je fenomen koji je postojao od samih početaka pisane povijesti, pa je tako poznata grčka kolonizacija i rimske kolonije. U novom vijeku su razne europske države osnivale kolonije u Africi, Australiji i Amerikama, a što je praksa koja se vezuje uz nešto širi pojam kolonijalizma.